# Nagroda Brama Stokera w 1997
Zwycięzcy i nominowani do Nagrody Brama Stokera za rok 1997.

## Legenda
| zwycięzca |
| nominacja |

## Powieść (Novel)
| Imię i nazwisko                 | Tytuł oryginalny         | Tytuł polski      |
| ------------------------------- | ------------------------ | ----------------- |
| Janet Berliner George Guthridge | Children of the Dusk     |                   |
| Stephen Dobyns                  | The Church of Dead Girls |                   |
| Tananarive Due                  | My Soul to Keep          |                   |
| Tim Powers                      | Earthquake Weather       | Sejsmiczna pogoda |

## Debiut powieściowy (First Novel)
| Imię i nazwisko   | Tytuł oryginalny          | Tytuł polski |
| ----------------- | ------------------------- | ------------ |
| Kirsten Baki      | Lives of the Monster Dogs |              |
| Stephen Dedman    | The Art of Arrow Cutting  |              |
| Barry Hoffman     | Hungry Eyes               |              |
| Mary Ann Mitchell | Drawn to the Grave        |              |
| The Inquisitor    | Mary Murrey               |              |

## Długie opowiadanie (Long Fiction)
| Imię i nazwisko   | Tytuł oryginalny              | Tytuł polski           |
| ----------------- | ----------------------------- | ---------------------- |
| Joe R. Lansdale   | The Big Blow                  |                        |
| Ramsey Campbell   | The Word                      |                        |
| Stephen King      | Everything's Eventual         | Wszystko jest względne |
| Kim Newman        | Coppola's Dracula             |                        |
| Douglas E. Winter | The Zombies of Madison County |                        |

## Krótkie opowiadanie (Short Fiction)
| Imię i nazwisko             | Tytuł oryginalny                    | Tytuł polski |
| --------------------------- | ----------------------------------- | ------------ |
| Edo van Belkom David Nickle | Rat Food                            |              |
| Douglas Clegg               | I Am Infinite, I Contain Multitudes |              |
| Scott Edelman               | A Plague on Both Your Houses        |              |
| Brian Hodge                 | Madame Babylon                      |              |

## Zbiór opowiadań (Fiction Collection)
| Imię i nazwisko    | Tytuł oryginalny        | Tytuł polski    |
| ------------------ | ----------------------- | --------------- |
| Karl Edward Wagner | Exorcisms and Ecstasies | Upiory XX wieku |
| Gary A. Braunbeck  | Things Left Behind      |                 |
| Brian McNaughton   | The Throne of Bones     |                 |
| Lucy Taylor        | Painted in Blood        |                 |

## Utwór non-fiction (Nonfiction)
| Imię i nazwisko          | Tytuł oryginalny                  | Tytuł polski |
| ------------------------ | --------------------------------- | ------------ |
| Stanley Wiater           | Dark Thoughts: On Writing         |              |
| John Clute John Grant    | The Encyclopedia of Fantasy       |              |
| Marcus Hearn Alan Barnes | The Hammer Story                  |              |
| Stephen Jones            | Clive Barker's A-Z of Horror      |              |
| Tim Lucas (red.)         | Video Watchdog                    |              |
| Katherine Ramsland       | Dean Koontz: A Writer's Biography |              |

## Nagroda za całokształt twórczości (Lifetime Achievement)
- William Peter Blatty
- Jack Williamson